# Animalística

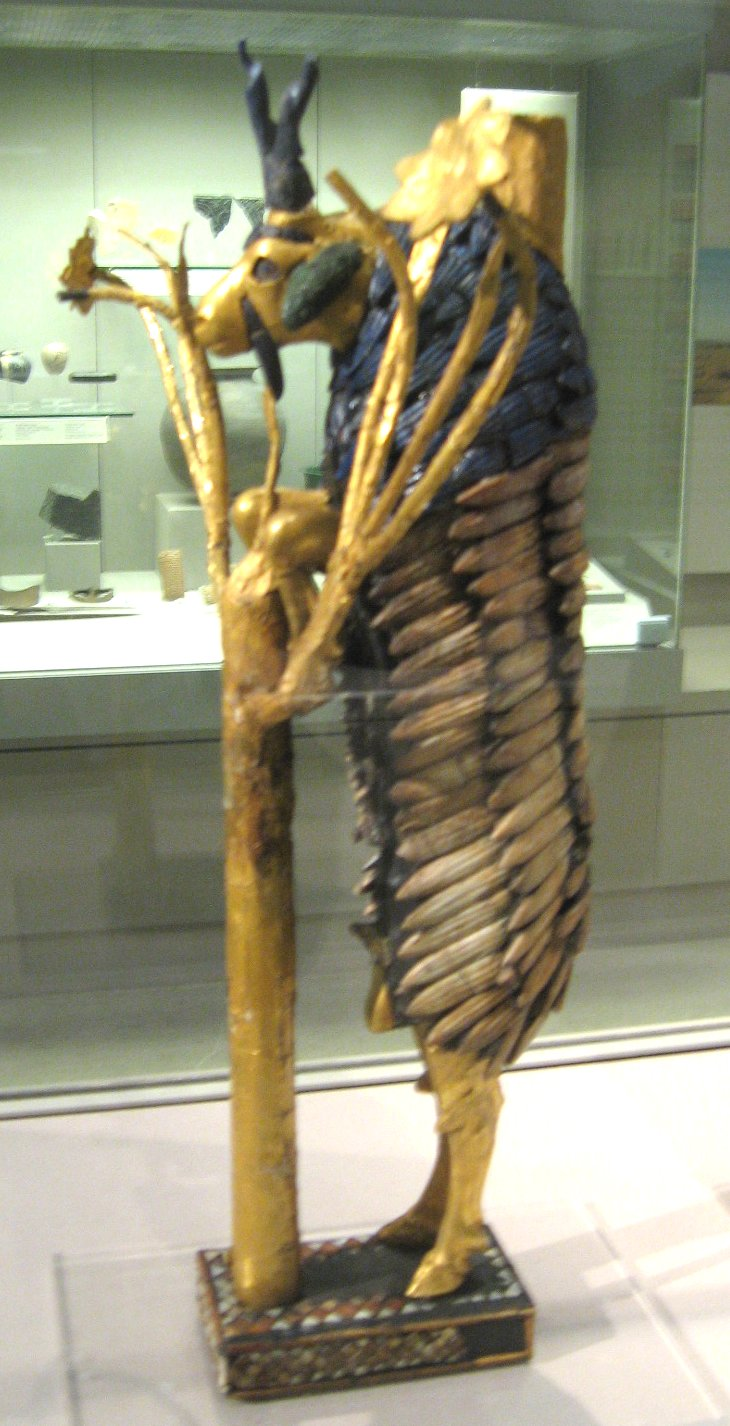
Moltó dels matolls, procedent d'Ur (ca. 2500 aC), Museu Britànic a Londres.

Animalística és la representació artística de animals. La pintura animalística i l'escultura animalística són dos gèneres artístics de la pintura i l'escultura respectivament. En la jerarquia de gèneres se'ls suposa un valor inferior a la representació de la figura humana, i concretament al pictòric se relaciona amb la representació del paisatge o les natures mortes. Com tema es pot considerar que és el més antic de l'art figuratiu localitzat en coves i anterior a qualsevol altra representació a part de les pintures esquemàtiques de figures humanes.
També es troben nombroses representacions d'animals fantàstics amb parts de diferents animals, o d'animals i éssers humans (teriomorfisme); bé mítics com  Pegàs, centaures, sirenes, Quetzalcóatl, esfinxs, quimeres, grius, dracs o simplement imaginaris amb bestiaris com en obres d'El Bosco.
La utilització dels animals com a tema artístic pot tractar-se com a: 
- figura única (la Vaca de Miró), el Rinoceront de Dürer, el cavall Whistlejacket de George Stubbs, el Gos de Goya o la Cabra de Picasso)
- figura central entre d'altres (el toro en les múltiples representacions d'El rapte d'Europa, Toro Farnese dels artistes Apol·loni de Tral·les i el seu germà Taurisc
- figures secundàries, en parella -la mula i el bou de les múltiples representacions de la Nativitat, el gos i l'ocell a La Sagrada Família de l'ocellet de Murillo-
- en solitari -símbols iconogràfics de molts déus i sants o el gos de Las Meninas de Velázquez-
- en grups més nombrosos -ramats dels frescs egipcis, grups de cavalls a la pintura de batalles-.

A més a més de les peces artístiques concebudes pels seus autors com a obres acabades, s'han conservat alguns extraordinaris exemples d'apunts, esbossos i estudis d'animals fets per gran autors com Pisanello, Leonardo da Vinci, Durero o Miquel Àngel.

## Història

### Prehistòria
El tema artístic de l'animalística és el més antic de la història de l'art, remuntant-se a les primeres representacions de l'art rupestre i de l'art mobiliari paleolític. La troballa dels bisons de la Cova d'Altamira va iniciar l'estudi d'aquestes manifestacions primitives de l'art, que van influir també en la concepció artística dels moviments artístics de finals del XIX i començaments del XX. Les diferències estilístiques van permetre diferenciar les pintures de la zona franco-cantàbrica de les de l'art rupestre llevantío art esquemàtic ibèric. Les troballes posteriors a la zona del Sàhara van mostrar l'evidència d'un clima radicalment diferent, que permetia l'existència de la fauna de grans herbívors reproduïda en les seves pintures (girafes, hipopòtams). En altres continents es van trobar pintures molt similars, també formant part de la cultura dels aborígens australians i d'altres de les denominades cultures primitives, el que va permetre una més àmplia integració en les anàlisis de l'antropologia cultural de les hipòtesis sobre la motivació d'aquestes representacions animalístiques com propiciatòries de la caça o de la fertilitat (André Leroi-Gourhan).

### El Pròxim Orient i cultures mediterrànies antigues

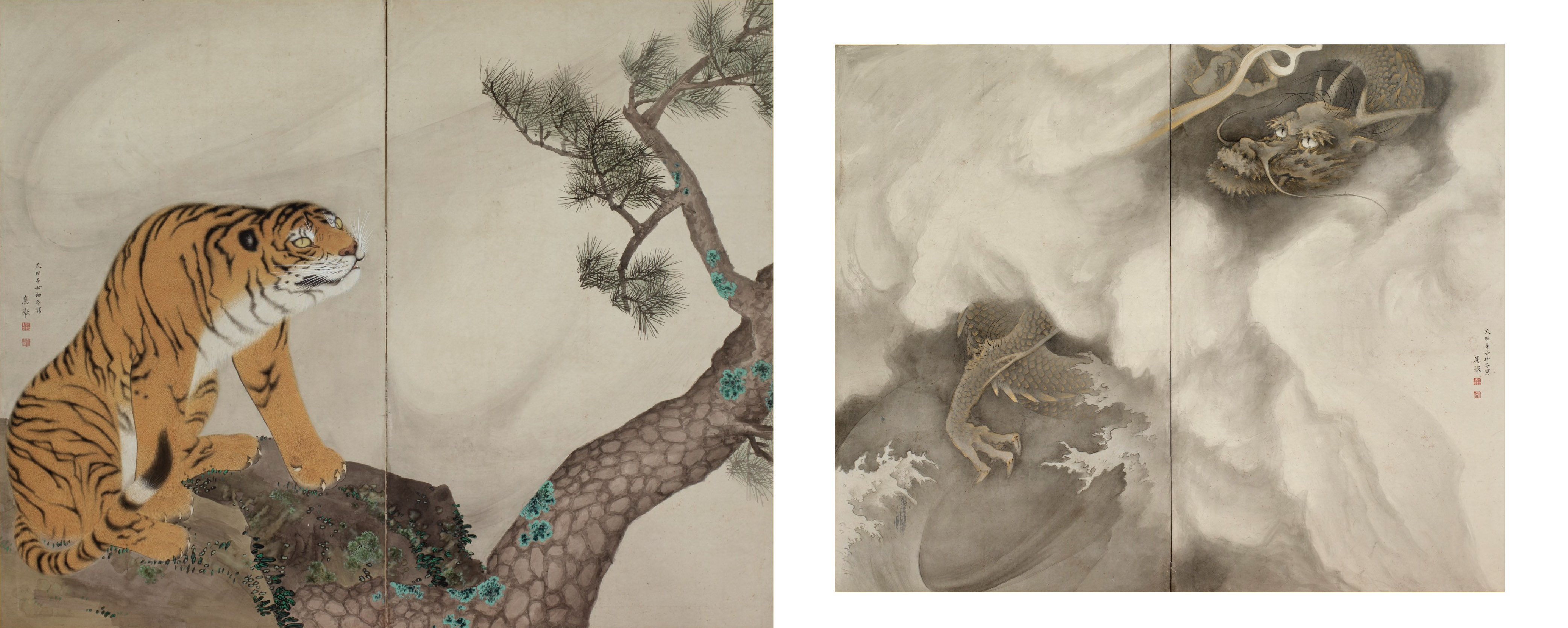
Tigre i drac (1781), mampara de dues pantalles, obra japonesa a Institut d'Arts de Detroit.

Representacions d'animals són també freqüents a l'art de les civilitzacions que es van desenvolupar en l'Antic Orient Pròxim des del naixement de la història a Sumèria i l'antic Egipte. Per al període que precedeix l'Art antic grecoromà, s'ha assenyalat el significatiu fet que les arts figuratives de la major part d'aquestes civilitzacions -amb les excepcions de l'art minoic i l'art etrusc-, van tenir a la representació de les figures humanes rígides convencions de frontalitat, rigidesa i hieratisme, mentre que les representacions animalístiques van gaudir d'una major llibertat, arribant a un extraordinari realisme de l'art mesopotàmic. Per contrast, el denominat període orientalitzant estès per diferents zones de la conca del Mediterrani a la primera meitat del primer mil·lenni, es va caracteritzar per una gran estilització i fantasia, també en les representacions animalístiques. A totes les civilitzacions de la regió, també a l'extrem del mediterrani occidental s'ha detectat la influència de la difusió cultural de formes originades a les civilitzacions del mediterrani oriental, tant dels denominats pobles colonitzadors grecs i fenicis, com d'altres no presents in situ, com els hitites.

### Egipte

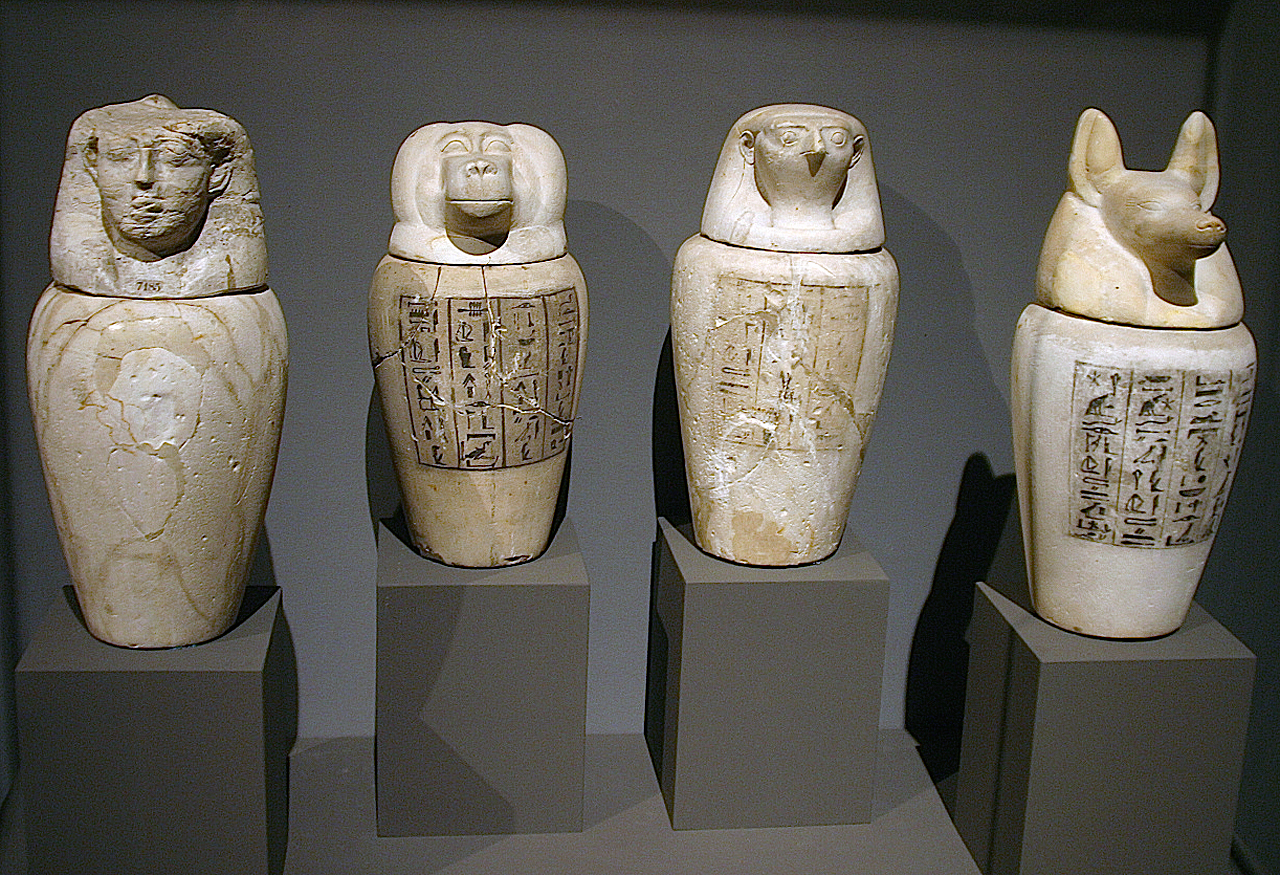
Els quatre vasos canopis. Dinastía XIX. Museu de Berlín

A les arts figuratives egípcies la representació d'animals era molt freqüent, en ser part essencial de la iconografia dels seus déus –falcons, ibis, serps, cocodrils, xacals, gats, bous, etc.–), així com de l'escriptura jeroglífica. Provinents dels rituals de momificació, es conserven a les sepultures habitualment els quatre vasos canopis, tres dels quals reproduïen caps d'animals (babuí, falcó i xacal).
El príncep Nefermaat podria haver estat fill de Snefru, primer faraó de la quarta dinastia, a la seva tomba de Meidum, una mastaba compartida amb la seva esposa Itet, una de les imatges és una escena de caça amb xarxa, i les famoses «Oques de Meidum», que són especialment sorprenents pels tons naturals aconseguits en la pintura, aplicada sobre una capa d'estuc; plantes d'un verd clar, i flors vermelles, representen el paisatge de les ribes d'un estany. El fris, on es troba la famosa pintura de les «Oques» té una longitud d'1,73 m i una alçadade 28 cm, es conserva al Museu Egipci El Caire. L'art pictòric durant l'Imperi Antic prestava la màxima atenció als detalls d'animals i plantes, tant que també avui dia és possible identificar les espècies d'oques d'aquesta pintura, des del plomatge estilitzat de l'oca riallera grossa a l'espècie oca pradenca o l'oca de coll roig: els ocells de l'esquerra són gansos campestres seguint un de pic negre, mentre que a la dreta es poden observar oques de coll vermell.

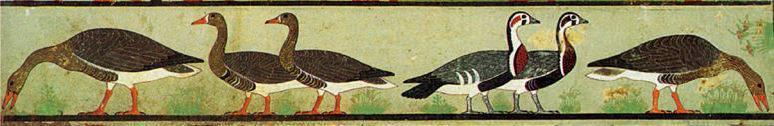
Les Oques de Meidum, provinents de la tomba de Nefermaat i Itet (cap a 2550 aC).

### Grècia i Roma

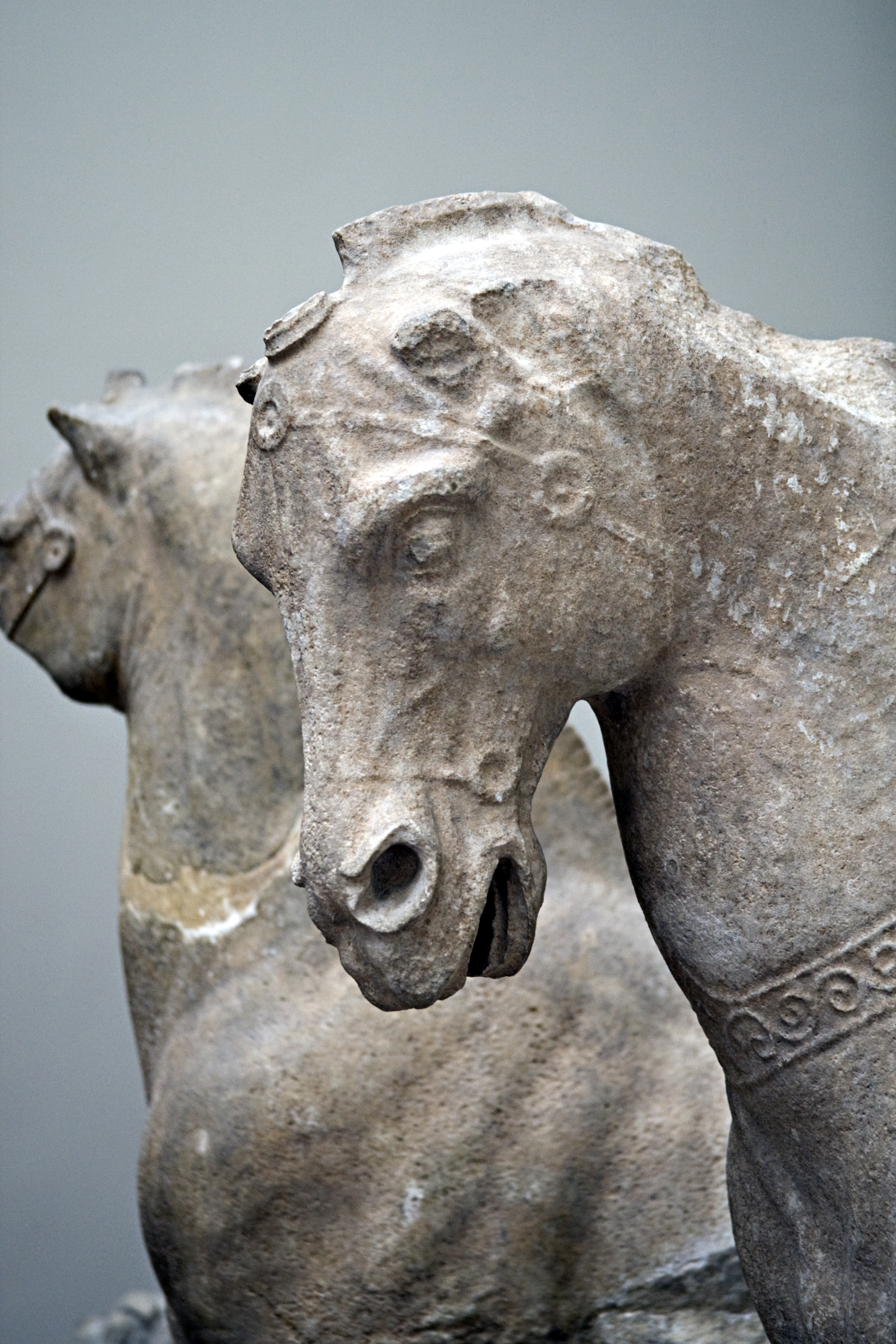
Detall de cavalls de l'Altar de Pèrgam

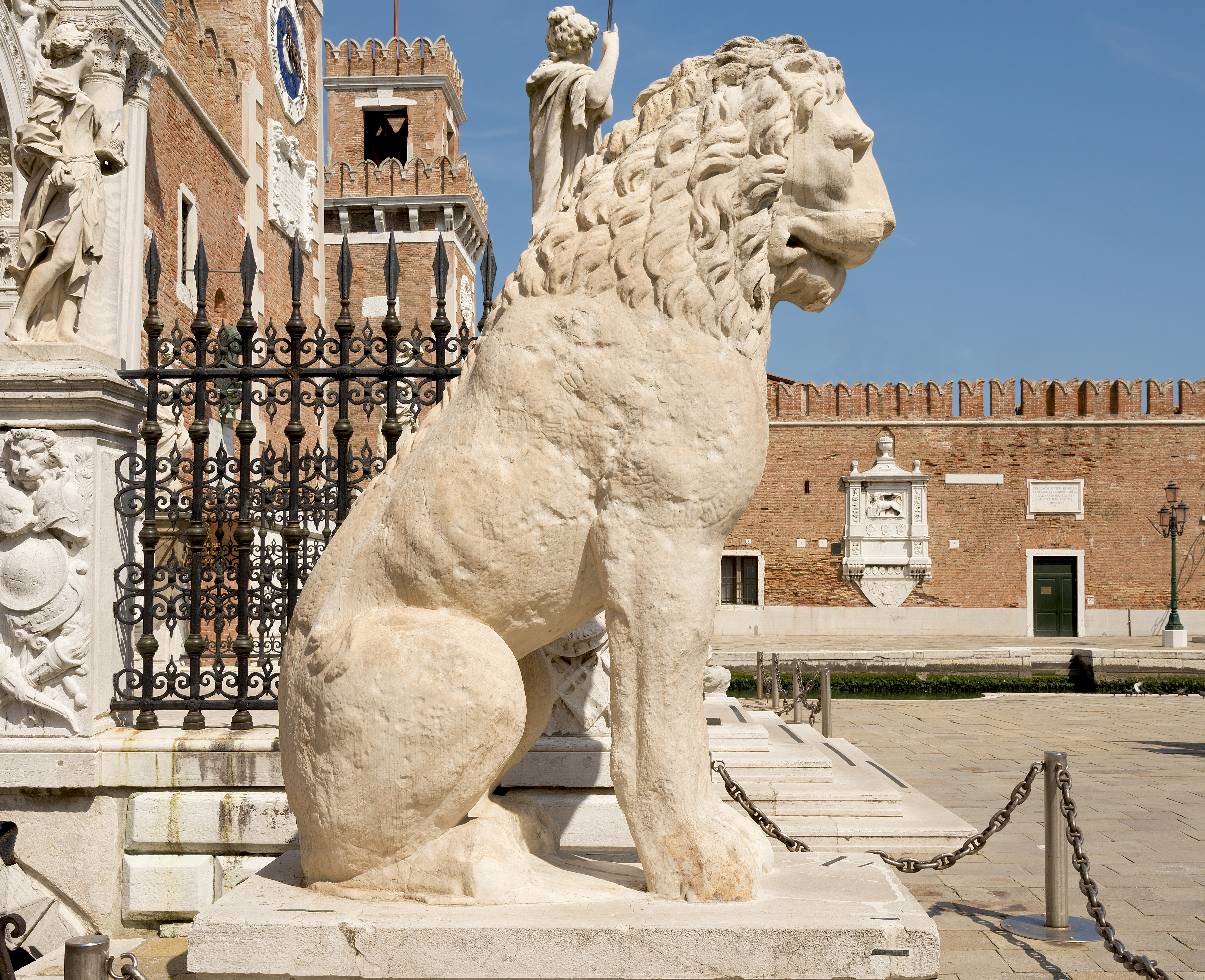
Antic lleó d'El Pireo al Arsenal de Venècia

A l'escultura grega, malgrat ser la figura humana el tema predilecte, no van faltar representacions d'animals, especialment de cavalls, com els de bronze que acompanyaven l'Auriga de Delfos dels que solament es conserven fragments o les talles en marbre de l'Acròpolis, obra de Fídies. Part d'anatomia equina tenien les representacions de centaures. Els sàtirs es representaven amb part de l'anatomia de les cabres. Altres bèsties quimèriques es formaven per addició de parts d'animals reals, com l'Esfinx o Pegàs. Pel que fa a animals reals van ser molt freqüents els lleons, entre els grecs i els romans el lleó era l'animal per excel·lència per guardar temples, fonts i portes, per aquest motiu és fàcil trobar la seva presència en aquests monuments 
com els de la Terrassa dels Lleons al Santuari d'Apol·lo a Delos (segle VII aC) i els que apareixen a diferents cicles mitològics: el Lleó de Nemea que va vèncer Hèracles, o el que ajuda els déus en la gigantomàquia. Una de les més grans representacions escultòriques amb més de cent escultures que mostren les lluites dels déus contra els gegants es troba a l'Altar de Pèrgam, entre totes aquestes representacions es troben tot tipus d'animals, sobre l'entaulament es van col·locar una sèrie d'acroteris que representaven junt amb els déus, centaures, grius i cavalls.
| «                                                                       | L'estudi i el coneixement de la natura animal no van interessar als artistes de l'antiga Grècia menys que als seus savis. Hi va haver artistes que van desitjar destacar especialment en la reproducció d'animals: En la de cavalls, i Nícies en la de gossos. I la vaca de Miró és més cèlebre que les seves altres obres, i molts poetes, les obres dels quals s'han conservat, la van cantar. També va ser cèlebre un gos d'aquest artista, el mateix que una vedella de Menecmo. Trobem que els artistes antics van prendre com a models vius a bèsties salvatges, i Pasiteles va reproduir un lleó viu que va tenir davant. De lleons i cavalls s'han conservat formoses peces, ja siguin obres aïllades, en relleus o en monedes i pedres gravades. El gran lleó assegut i de mida superior al natural que s'alçava al port atenès d'El Pireu i que avui es troba a l'entrada de l'Arsenal de Venècia pot considerar-se merescudament entre les principals obres d'art, i el lleó del Palau Barberini, també de mida superior al natural, que va ser arrencat d'un sepulcre, ens mostra al rei de les bèsties en tota la seva terrible majestat. Què bonics són també els lleons dibuixats i encunyats en monedes de la ciutat de Velia! | » |
| — Johann Joachim Winckelmann, Historia del arte de la Antigüedad (1764) | |   |

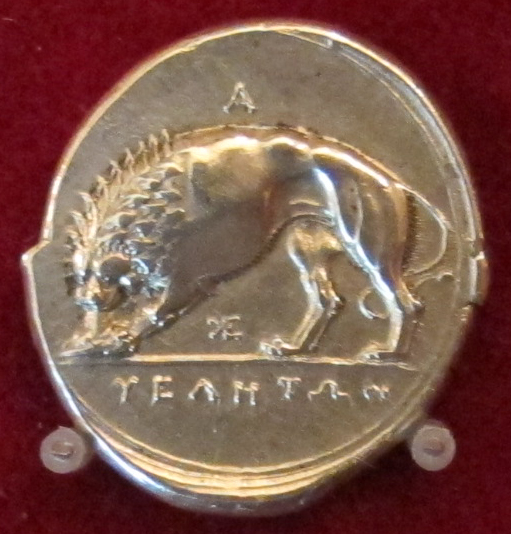
Lleó en una moneda de Velia (segle IV aC)

Les metamorfosis de Zeus en toro per raptar a Europa, en cigne per seduir Leda, van obligar a la representació animalística als artistes plàstics grecoromans i, segles més tard, als recreadors d'escenes mitològiques de l'Edat moderna.
Per a Roma, la Luperca –la lloba que va alimentar Ròmul i Rem– i l'àguila que entre els ocells va ocupar el lloc més prestigiós per la seva mida, força, la seva vista i el seu vol majestuos va ser de les més representades 
la van portar com a estendard a l'aquilífer de cada unitat militar, hi eren entre els més importants motius animalístics. Altres es van utilitzar també d'elements arquitectònics, com els bucranis.
Temes amb representacions animalístiques molt demandats per la clientela dels decoradors de villae eren els calendaris agrícoles, les escenes de caça o les venatio –lluita de gladiadors amb tota classe d'animals, en alguns casos com a mètode d'execució- i les competicions hípiques del circ. Les representacions del mite d'Orfeu, especialment de l'escena en què calma als animals amb la seva música, o dels treballs d'Hèrcules amb animals, apareixen abundantment en el mosaic romà. La serp apareix com a aplicació ornamental, envoltant el cap de Medusa, com si fos un braçalet emprat des de l'Antic Egipte o com a nansa en atuells ceràmics del renaixement, o en parella com a atribut de Mercuri.
Les quadrigues de les escenes de Triomf romà van ser de característica representació, tant en relleu com en vult rodó, als arcs de triomf. Els relleus han sobreviscut, però les quadrigues de bronze que coronaven els arcs van ser tornats a utilitzar com a material de fosa al llarg del temps.

### Civilitzacions orientals

Placa d'or escita (segle IV aC Museu de l'Ermitage)

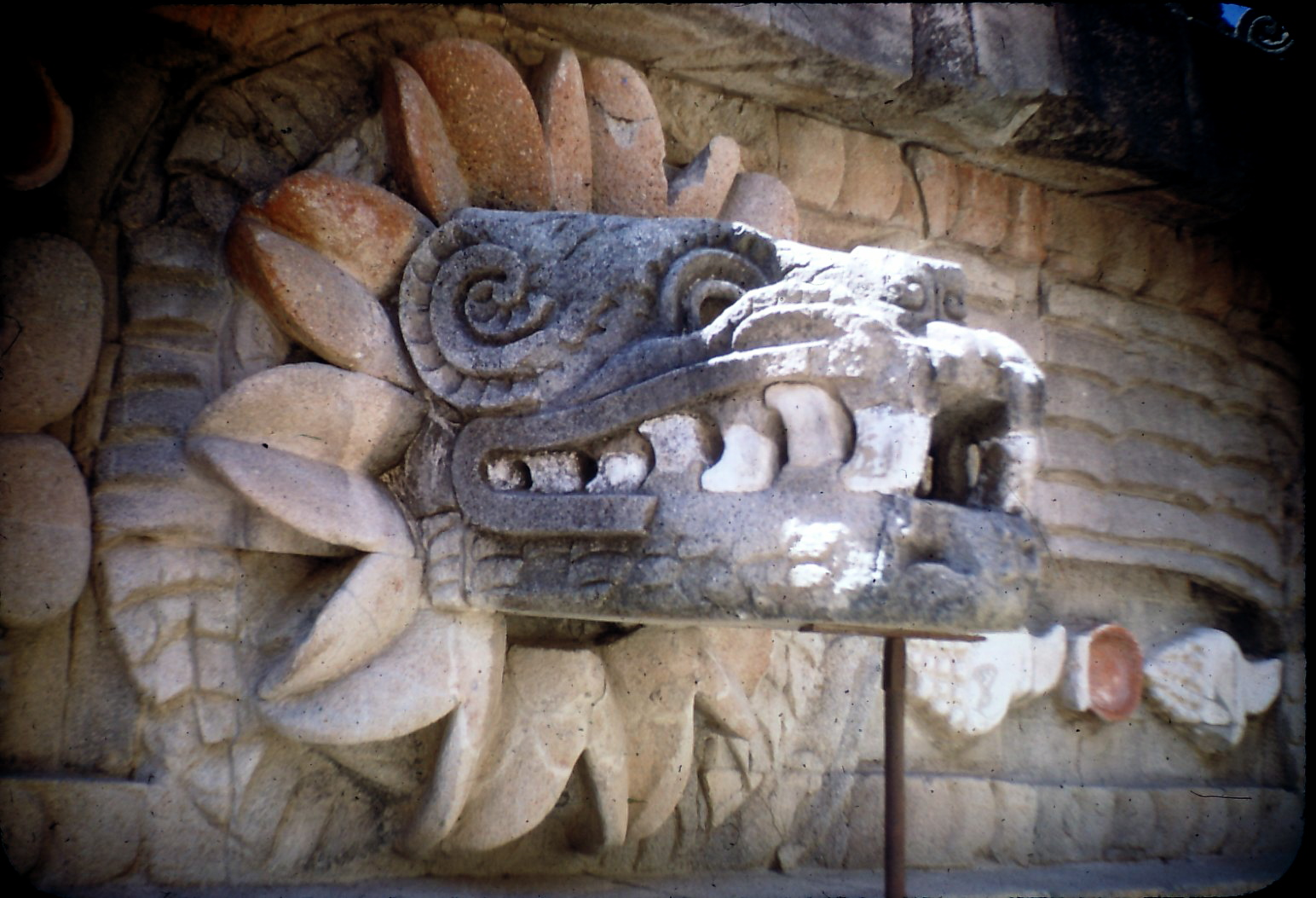
Quetzalcoatl al Temple Major de Tenochtitlán.

Les representacions animalístiques són molt importants a l'art de l'Índia, donat l'aspecte animal d'alguns dels més importants déus del panteó hinduista (Hánuman -mona-, Ganesha -elefant-). La figura d'un lleó remataels pilars d'Aixoka, i és fins i tot actualment un símbol de l'Índia.38 Les il·lustracions del Panchatantra (un text fabulístic molt divulgat pel món musulmà i cristià medieval -Bacanarda i Dimna-) inclouen lleons, guillots, conills, elefants, etc.
L'art figuratiu xinès i japonès té representacions animalístiques, tant d'animals mitològics especialment el drac– com reals.
Des d'Europa Oriental fins a Sibèria, passant per les estepes de l'Àsia central, un conjunt nombrós i enigmàtic de pobles –tracis, escites, parts, cimmeris, huns, pobles turquesos–, compartien a grans trets una forma de vida nòmada basada en la ramaderia i la muntura del cavall; el que va fer de les representacions animalístiques una part central de les seves arts figuratives, amb una gran abundància de joies zoomorfes; fins al punt que es parla d'un «estil animal». Un dels exemples més característics és una placa d'or escita del segle iv aC, per decorar un escut o pectoral amb la forma de cérvol i modelatge en relleu, crida l'atenció la representació de les banyes realitzatdes mitjançant una sèrie d'espirals al llarg de tot el llom del seu cos. Quasi tots els animals efectuats apetites joies o en relleus destinats a les seves armes o per la decoración de cavalleries era bèsties salvatges lleopards o altres grans felins, cérvols i llops.

### Civilitzacions americanes precolombines
Les cultures precolombines van desenvolupar arts figuratius que inclouen tota mena de representacions animalístiques, especialment en escultura, orfebreria i ceràmica. El símbol totèmic dels asteques, que es representa actualment a la bandera de Mèxic, era una àguila que menja una serp sobre una figuera de moro. Molt difosa va estar la iconografia de serp emplomallada, amb el nom asteca de Quetzalcoatl o el maia de Kukulkan. Les línies de Nazca Van ser creades entre el 200 aC i el 600 dC. Hi ha centenars de figures individuals amb diferents nivells de complexitat. Es pot trobar des de línies simples fins a dibuixos estilitzats de colibrís, aranyes, micos i sargantanes.

### Edat mitjana

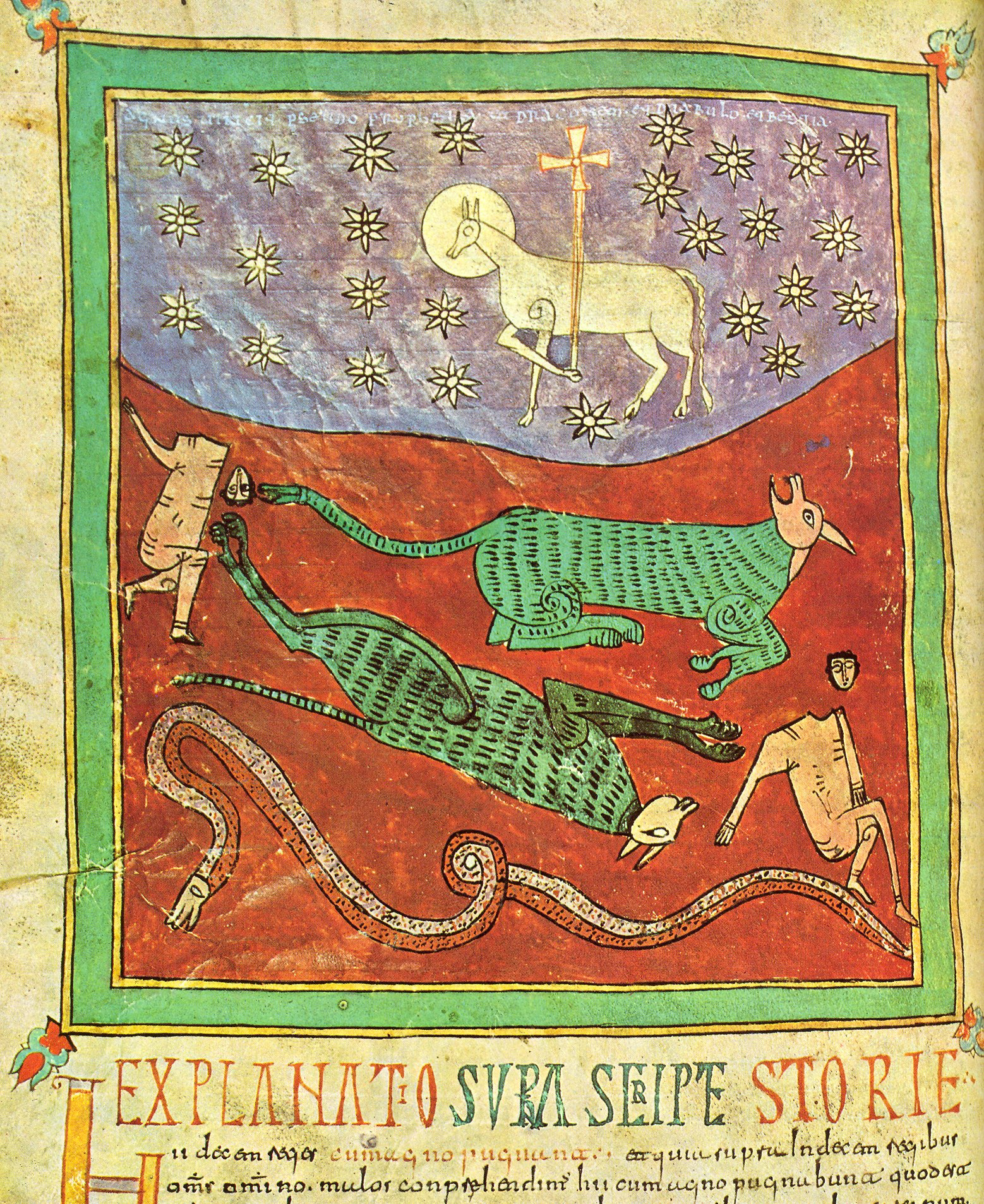
Foli del Beatus de la Seu d'Urgell.

L'època de les invasions va produir una retracció de la cultura urbana clàssica, i la ruralització de l'Occident, sotmès a les invasions. Les representacions animalístiques van ser habituals a l'art dels pobles germànics, principalment mobiliari el tierstil o estil animal germànic; i d'altres molt peculiars, com l'art insular de les Illes Britàniques o hiberno-saxó, molt imaginatiu a la il·lustració de manuscrits entre els quals destaquen el Llibre de Kells i els Evangelis de Lindisfarne, les formes dels quals van tenir continuïtat als scriptorium de monestirs per tot Europa, com els hispànics, famosos pels seus Beatus on destaca la simbologia vegetal numèrica i l'animalística de caràcter fantasiós, que va marcar l'evolució de la iconografia romànica.
La iconografia cristiana, omnipresent des de l'Antiguitat tardana i en tot l'art medieval, és molt abundant en simbologia animal, encara que no sempre és unívoca. Una de les més presents és la identificació de Crist amb l'Agnus Dei o com Bon Pastor, amb el que les ovelles s'identifiquen amb els cristians i la de l'Esperit Sant amb el colom o, els coloms que s'acosten a beure de l'aigua són les ànimes que accedeixen a la gràcia de Déu. A l'ornamentació de la catedral de Chartres es troben diversos sants o profetes amb la representació dels seus atributs amb forma d'animals, en els que apareix el personatge trepitjant-los com Melquisedec amb un xai sota els seus peus, Abraham amb un moltó, Moisès amb el vedell d'or, Balaam amb un ruc també sota els seus peus i un gos als peus de Judit, encara que aquests mateixos atributs es continuen utilitzant per a la seva representació, la col·locació dels mateixos animals ha variat de lloc, segurament per fer-los d'una manera més estètica.
Altra iconografia molt utilitzada són els tres animals que es representen entre les quatre figures del tetramorf: el bou alat (sant Lluc), l'àguila (sant Joan) i el lleó alat (sant Marc). Les escenes del cicle de la Nativitat van donar excusa per a abundants representacions animalístiques: la mula i el bou [del pessebre-bressol de Jesús, els gossos i el ramat dels pastors, i tot tipus d'animals de muntura i càrrega del seguici dels Reis Mags.
A l'escultura funerària de l'interior de les esglésies va ser freqüent la representació de lleons i gossos, com a símbol de valor i fidelitat respectivament. I la riquesa de representacions animalístiques es va fer palesa a les misericòrdies dels cors. A l'ornamentació arquitectònica dels capitells de claustres i portalades així com als permòdols i gàrgoles, permetien tot el desplegament de la fantasia dels escultors.

### Gòtic i renaixement

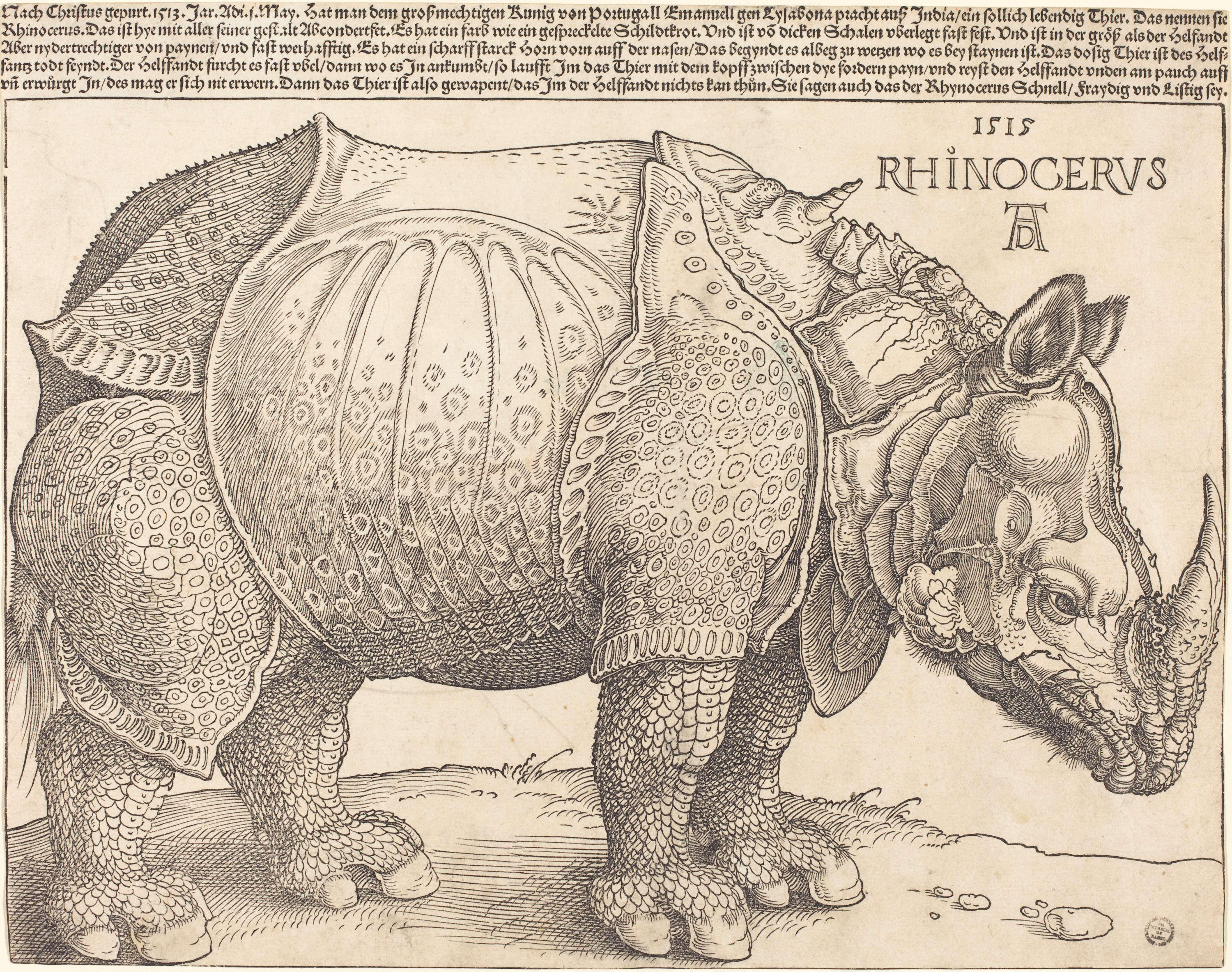
Rinoceront de Dürer (1515)

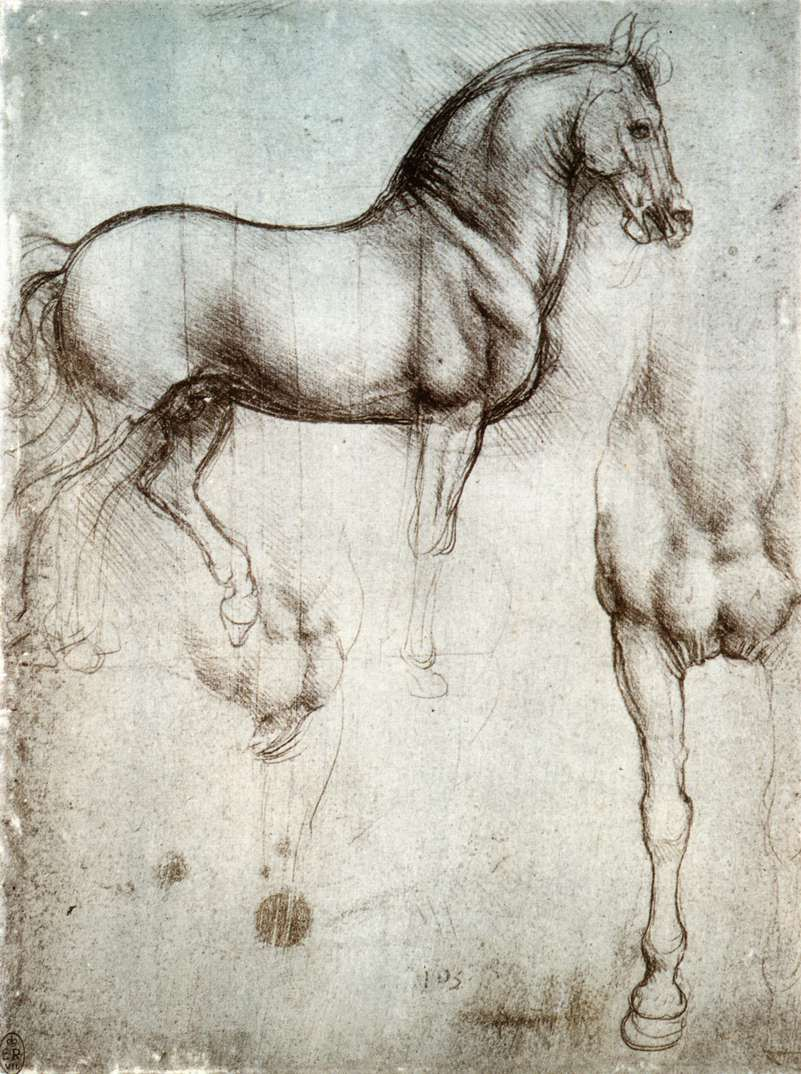
Estudi d'un cavall per Leonardo da Vinci, probablement en el marc del desenvolupament del «Cavall de Leonardo»

La identificació de l'art amb la imitació de la natura va anar intensificant-se en les arts figuratives del gòtic i el renaixement; el que va conduir a un grau de realisme cada vegada més gran a l'art en general i també a l'animalístic. Les ocasions en les quals van arribar a Europa animals exòtics van permetre la seva representació pels artistes de l'època, com va succeir amb l'anomenada «girafa Mèdici» el 1486, o amb el Rinoceront de Dürer el 1515. Fins finals de la dècada de 1930, la imatge de Dürer apareixia als llibres de text d'Alemanya com una representació fidel del rinoceront.
Leonardo da Vinci va realitzar La batalla d'Anghiari –coneguda només per dibuixos–. en la que els cavalls representaven la natura al servei de les passions de la guerra entre els homes. Pel mig de monuments eqüestres, el cavall es va convertir en un símbol de poder. Leonardo es va ocupar igualment d'una versió en argila per a un motllo per al «Il Cavallo», «El cavall de Leonardo», una imponent estàtua eqüestre en honor de Francesc I Sforza. Havia d'estar feta amb setanta tones de bronze, fet que constitueix una verdadera proesa tècnica per a l'època. Quan Leonardo acabà la versió en argila per al motllo, i quan ja tenia enllestits els plans per al procés de fosa, el bronze fou utilitzat en la creació de canons, ja que calia defensar la ciutat de la invasió de Carles VIII de França. Existeixen una sèrie de dibuixos repartits entre diversos museus, que demostren que Leonardo va realitzar una Anatomia del cavall, Francisco Lomazzo en el seu Tractat de la Pintura (1585) escriu:«... i totes aquestes particularitats s'entenen del cavall, els membres dels quals són més bells, fins i àgils, i d'aquests, vull descriure la veritable i justa proporció imitant Leonardo da Vinci que ha estat excel·lent i únic a modelar i pintar cavalls com pot veure's en la seva anatomia.» I un testimoni de Giorgio Vasari que diu: «S'ha perdut també un petit model de cera que era tingut per perfecte, juntament amb un llibre d'anatomia dels cavalls fets per ell per al seu estudi.»
Encara que des del romànic es van fer representacions dels vicis com a oposició a les virtuts, va ser a partir del segle xiv quan la seva representació simbòlica es va generalitzar en forma animalística. L'historiador de l'art Émile Mâle va destacar la importància d'un document en francès de l'any 1390 on es descrivia la relació dels vicis entre personatges i animals:
- Supèrbia: rei amb àguila sobre lleó.
- Avarícia: mercader amb garsa sobre talp.
- Luxúria: dona jove amb colom sobre moltó.
- Ira: dona gran amb gall sobre os.
- Gola: jove noble amb milà sobre llop.
- Enveja: monjo amb esparver sobre gos.
- Mandra: pagès amb mussol sobre ase.

### Manierisme, barroc iseglexviii

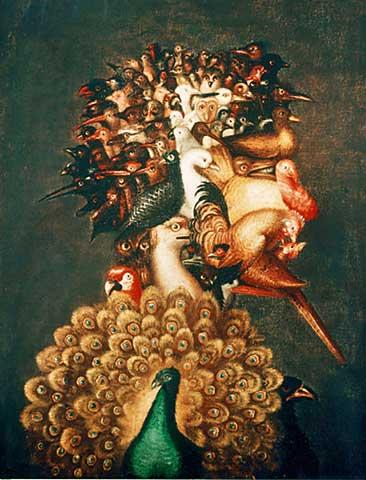
Retrat animalístic Elements: L'aire, (1572) per Arcimboldo conegut sobretot per les seves representacions manieristes del rostre humà a partir de flors, fruites, plantes o animals.

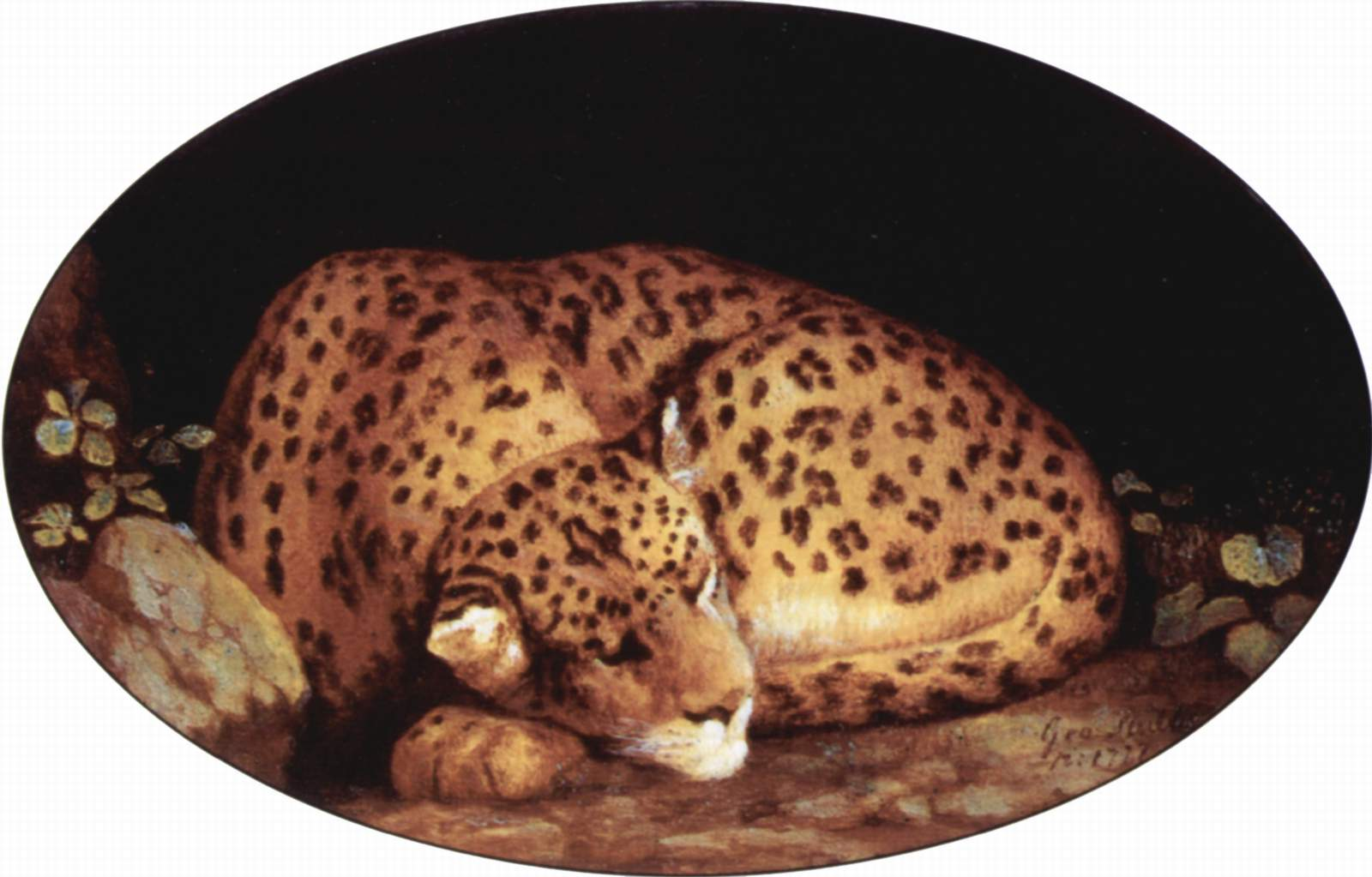
Leopard de George Stubbs

A partir del manierisme, per exemple, a Tintoretto o Veronès, s'utilitza la representació de tota classe d'animals com a elements de distracció dels motius principals. Per representar la història de Rebeca i Eliecer, on figuren camells, el Veronès els pinta en primer pla, mentre un pintor classicista com Poussin, afrontat al mateix tema, va ignorar conscientment la possibilitat d'introduir-los, per evitar distraccions exòtiques, «no cal mesclar l'estil frigi amb l'estil dòric», va dir, utilitzant una metàfora musical. Una posició intermèdia adopta Murillo, que va fer aparèixer els camells en la llunyania a la seva obra Eliecer i Rebeca. Tintoretto disposa l'escena d'El Lavatori deixant que el lloc central l'ho ocupi un gos tombat. Rubens va reservar una bona part de la superfície del quadre de L'Adoració del Reis Mags per als cavalls i camells del seguici dels Reis Mags.
A la pintura barroca van ser freqüents les representacions de natures mortes i escenes de caça –Frans Snyders, Jan Fyt, Paul de Vos i Cornelis de Vos van destacar com a pintors animalistes a l'Escola d'Anvers, Alexandre-François Desportes i Jean-Baptiste Oudry a l'escola animalística francesa, i Aelbert Cuyp, Paul Potter i Melchior d'Hondecoeter a l'escola animalística holandesa–, així com de les al·lusions metafòriques a diferents temes, com els sentits, mitjançant diferents animals per exemple, ocells canors per indicar el sentit de l'oïda, per al que el tema mitològic d'Orfeu –que amansia als animals amb la seva música– va ser molt tractat.

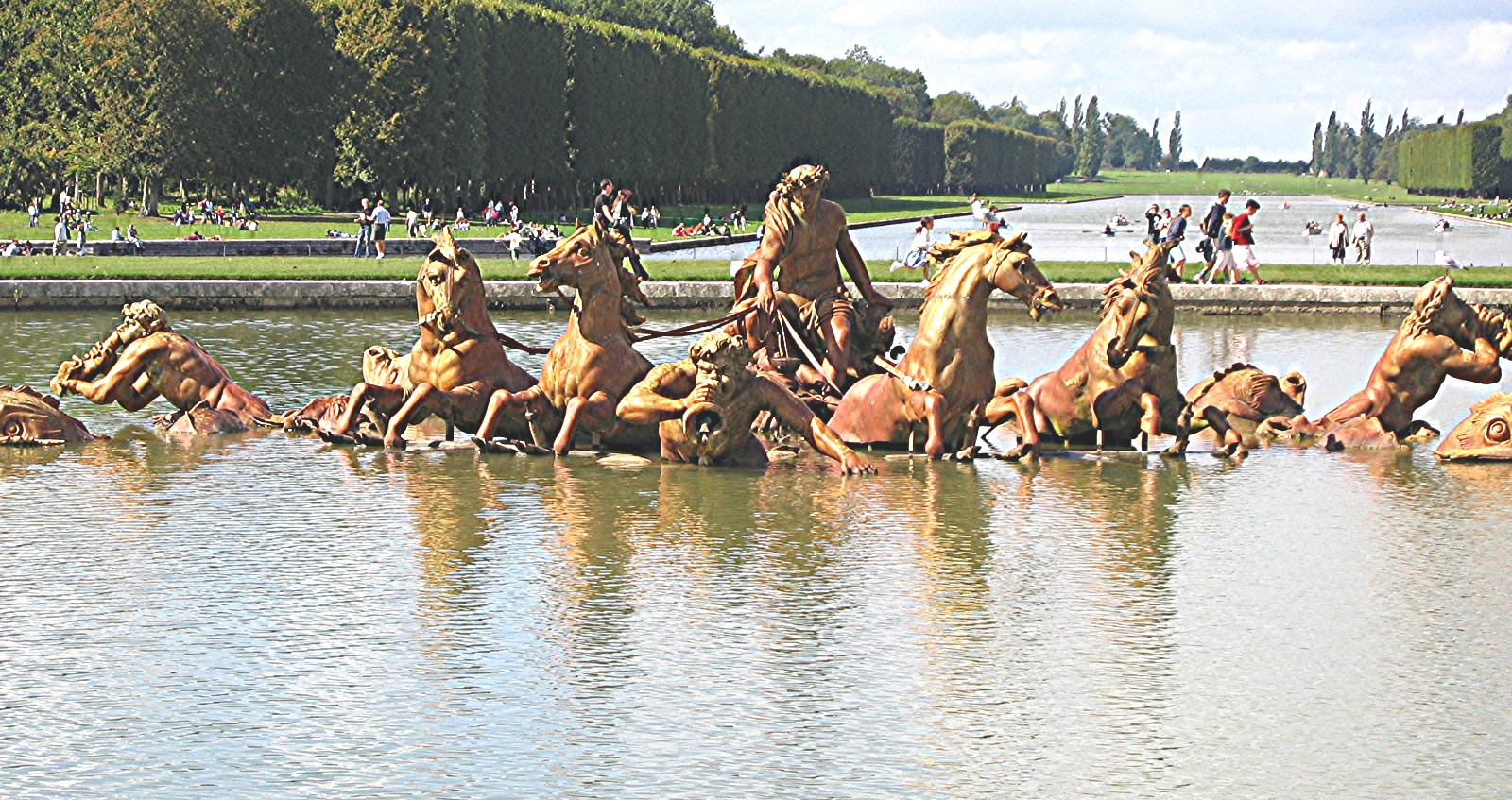
Font dels jardins de Versalles

També comencen a encarregar-se representacions «retratístiques» d'animals especialment estimats pels seus propietaris, que així busquen immortalitzar-los, sobretot de cavalls i gossos, encara que també d'alguns animals de granja. Sobre això va escriure Ellis Waterhouse: «Després dels retrats de si mateix, la seva esposa i els seus fills, el que més anhelava tenir el cavaller anglès del segle xviii era un retrat del seu cavall». A un passatge de l'obra Guzmán de Alfarache de Mateo Alemán (1599) es reflecteix aquest costum, en descriure la competició entre dos pintors als quals s'encarrega el retrat de cavalls; mentre un se centra en la representació anatòmica, un altre es recrea en els detalls de l'escena i no al cos de l'animal. Un dels que més van destacar en el gènere va ser l'anglès George Stubbs, del que es diu que pintava del natural als estables i que va estudiar cadàvers de cavalls disposats en tot tipus d'actituds, el que li va portar a la publicació de The Anatomy of the Horse (1766). Stubbs va pintar també d'altres animals exòtics, com ara lleons, tigres, girafes, mones i rinoceronts, que va poder observar en reserves privades, va ser considerat com un dels millors pintors animalistes.
L'urbanisme barroc i neoclàssic va reservar per a fonts i monuments algunes notables representacions animalístiques, com les fonts de Roma i les del Passeig del Prado de Madrid, o la quadriga que remata la Porta de Brandenburg. Al contrari que les fonts dels jardins de Versalles, les poques de París de l'Antic Règim que s'han conservat no tenen destacats motius animalístics –sí algunes posteriors–.

### Edat Contemporània

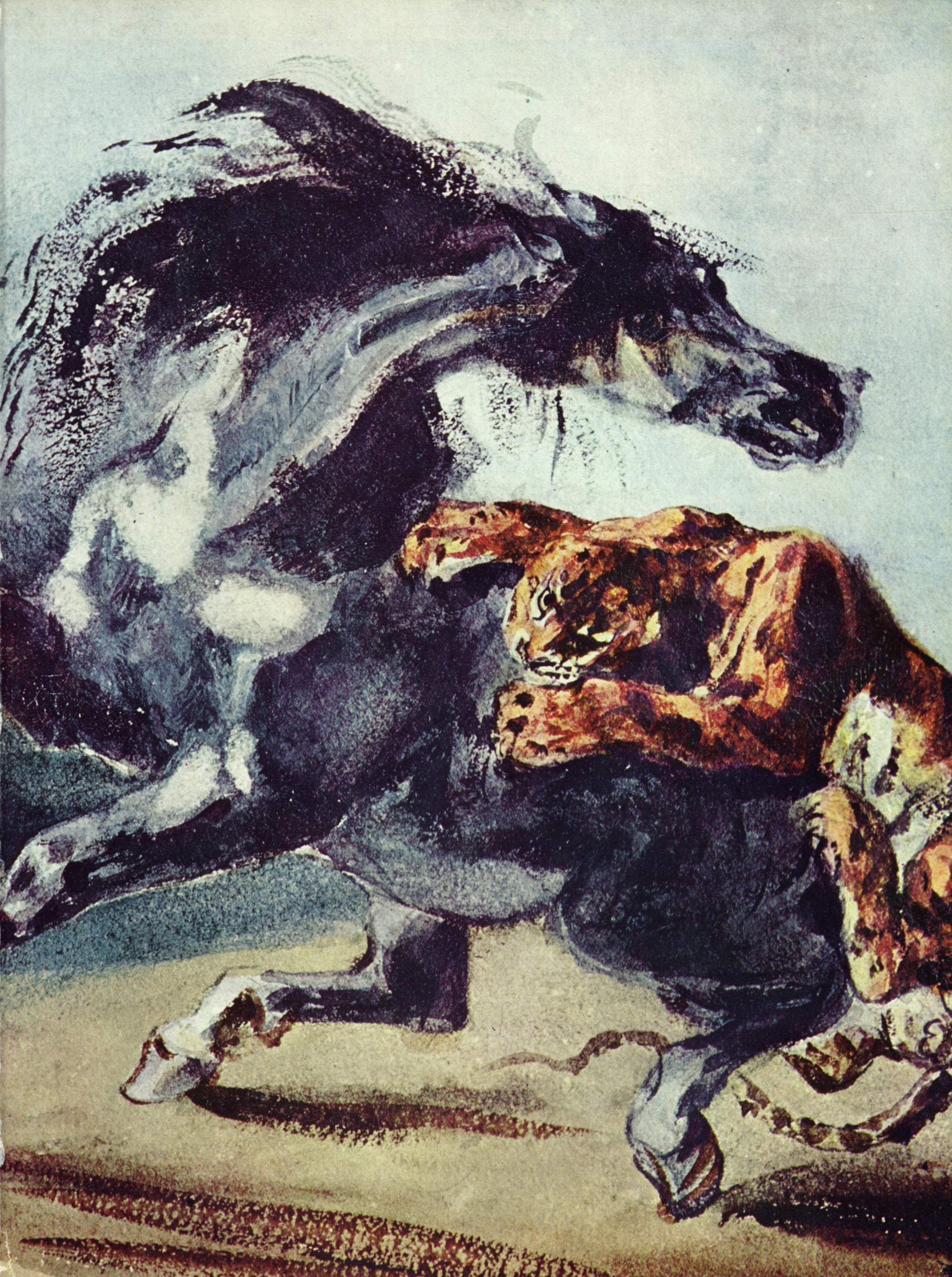
Tigre atacant un cavall d'Eugène Delacroix

El preromanticisme de Johann Heinrich Füssli, Francisco de Goya o William Blake va utilitzar animals fantàstics per a l'ambientació d'atmosferes oníriques; com ja havia fet El Bosco i com posteriorment faria el surrealisme de Salvador Dalí, Joan Miró, o Marc Chagall.
Amb alguns notables precedents al segle xviii, com els cavalls de George Stubbs, o l'enigmàtic Gos semi-enfonsat de Goya, és a partir del romanticisme quan les representacions d'animals adquireixen valor com a tema pictòric per si mateix. Tant Théodore Géricault –l'amor del qual pels cavalls el va portar a la mort– com Eugène Delacroix en els seus temes vinculats a la moda orientalista van ser notables animalistes.
El tema de l'animalística va ser molt habitual a l'escultura monumental, de gran demanda, on | va destacar Antoine-Louis Barye, i es va emular a tots els països per exemple a Espanya, els lleons de les Corts de l'aragonès Ponciano Ponzano, o l'obra del català Agapit Vallmitjana i Abarca.
La nova forma de veure la natura a l'art que va inaugurar l'escola de Barbizon –Camille Corot, Theodore Rousseau– no es va limitar a la pintura de paisatge de formes vegetals i geològiques, i va ser comuna la representació d'animals al seu entorn natural;78 en una renovació estètica paral·lela a la pintura del realisme, que s'expressava especialment a l'ésser humà reflectit en el seu entorn social. Ambdues perspectives no són incompatibles, sinó complementàries, i es donen en els mateixos autors, com Gustave Courbet, el líder del moviment, que va destacar com extraordinari animalista. Les successives avantguardes artístiques de finals del segle xix i del segle XX no tenen en la natura el seu principal interès. Els nous conceptes estètics fins i tot desprestigien com «sentimental», «kitsch» i «academicista» la pintura animalística de tradició realista i context victorià –Edwin Landseer, Rosa Bonheur–.

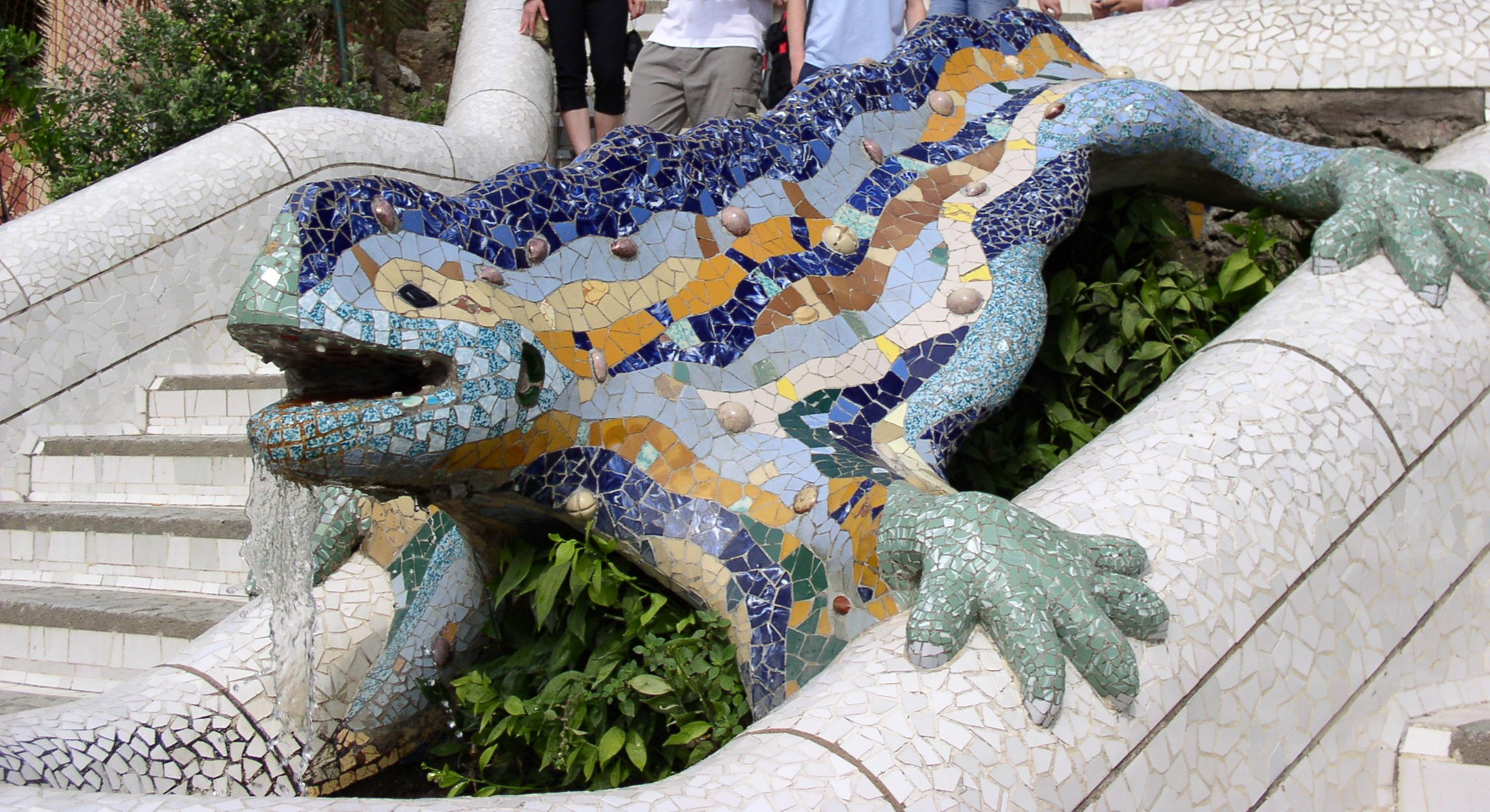
Drac del Park Güell d'Antoni Gaudí (modernisme català).

Les representacions d'animals, quan es donen, obeeixen diferents convencions; com les ja citades del surrealisme, els peculiars cavalls de Franz Marc, La Cabra de Pau Picasso (1950), L'Urà de Pau Gargallo (1933), les tessel·les de Maurits Cornelis Escher o els Músics de Bremen de Gerhard Marcks (1953).
Tant els impressionistes com els seus precursors i continuadors van tenir alguns notables artistes animalistes, especialment en les representacions equines com Marià Fortuny, Degas o Toulouse-Lautrec. August Rodin, el gran renovador de l'escultura que habitualment es relaciona amb l'estètica impressionista, també va realitzar obra animalística. Al modernisme de finals del segle xix i començaments del XX, van ser les formes ondulants de la decoració vegetal les que van predominar, però també tota una sèrie d'animals, com el gall dindi o la libèl·lula, s'ajustaven perfectament a les necessitats d'aquesta estètica. El joier René Lalique o Lluís Masriera van desenvolupar part principal del seu treball amb motius animalístics.

## Literatura animalística
Hi ha una literatura animalística protagonitzada per animals, en la que, a més a més del gènere de la faula, sobresurten algunes obres de molt diferents gèneres i de totes les èpoques (L'ase d'or -Luci Apuleu-, Viatge a l'Oest -Wu Cheng'en, Calila e Dimna, Roman de Renart, El coloquio de los perros -Miguel de Cervantes, Moby Dick -Herman Melville, en la que l'animal és més aviat una obsessió que una presència real- El llibre de la selva -Rudyard Kipling- Adiós, Cordera -Leopoldo Alas Clarín, Platero y yo -Juan Ramón Jiménez-, Rebel·lió a la granja -George Orwell, una distopia crítica amb l'estalinisme-, Equus - Peter Shaffer-, etc.)

## Cinema animalístic
També hi ha un cinema animalístic especialment important en animació: Bambi, La dama i el rodamón, 101 dàlmates, The Lion King, Chicken Run, Antz, A Bug's Life o Ice Age; al qual cal afegir el cinema purament documental sobre la natura: El món del silenci, L'home i la Terra, Planeta Vivent, Le Peuple migrateur, per al que la filmació d'animals és part essencial, com l'ho és també als gèneres fotogràfics corresponent (fotografia de natura, fotografia de vida salvatge, fotografia subaquàtica, macrofotografia). Algunes memorables escenes de pel·lícules de qualsevol gènere se centren en algun animal, per exemple, el cavall al pont d'Octubre d'Eisenstein, imitat per Costa Gavras en Desaparegut.